# 交野城
交野城（かたのじょう）は、河内国交野郡交野庄私部（大阪府交野市私部）にあった日本の城（平城）。別名私部城（きさべじょう）。交野市指定史跡に指定されている。

## 概要
交野城は交野市の北方にある、東西に延びる丘陵、免除川の南側に築城された。
発掘調査成果から永禄期（1558 - 1570年）頃の築城と考えられるが、正確な時期については諸説ある。築城主は河内の実力者安見宗房の一族である安見右近とする説が有力と見られる。
正確な廃城時期も不明。織田信長が本能寺の変で没した後に廃城された可能性もある。
また、城の名称については当時から「キサイヘ（私部）ノ城」と呼ばれることもあったが、頻出するのは「片野」・「カタノ」である。広域地名の交野で呼ばれた理由として、交野城が単なる防御拠点ではなく、広域支配を意識した城だったということが考えられる。

## 沿革

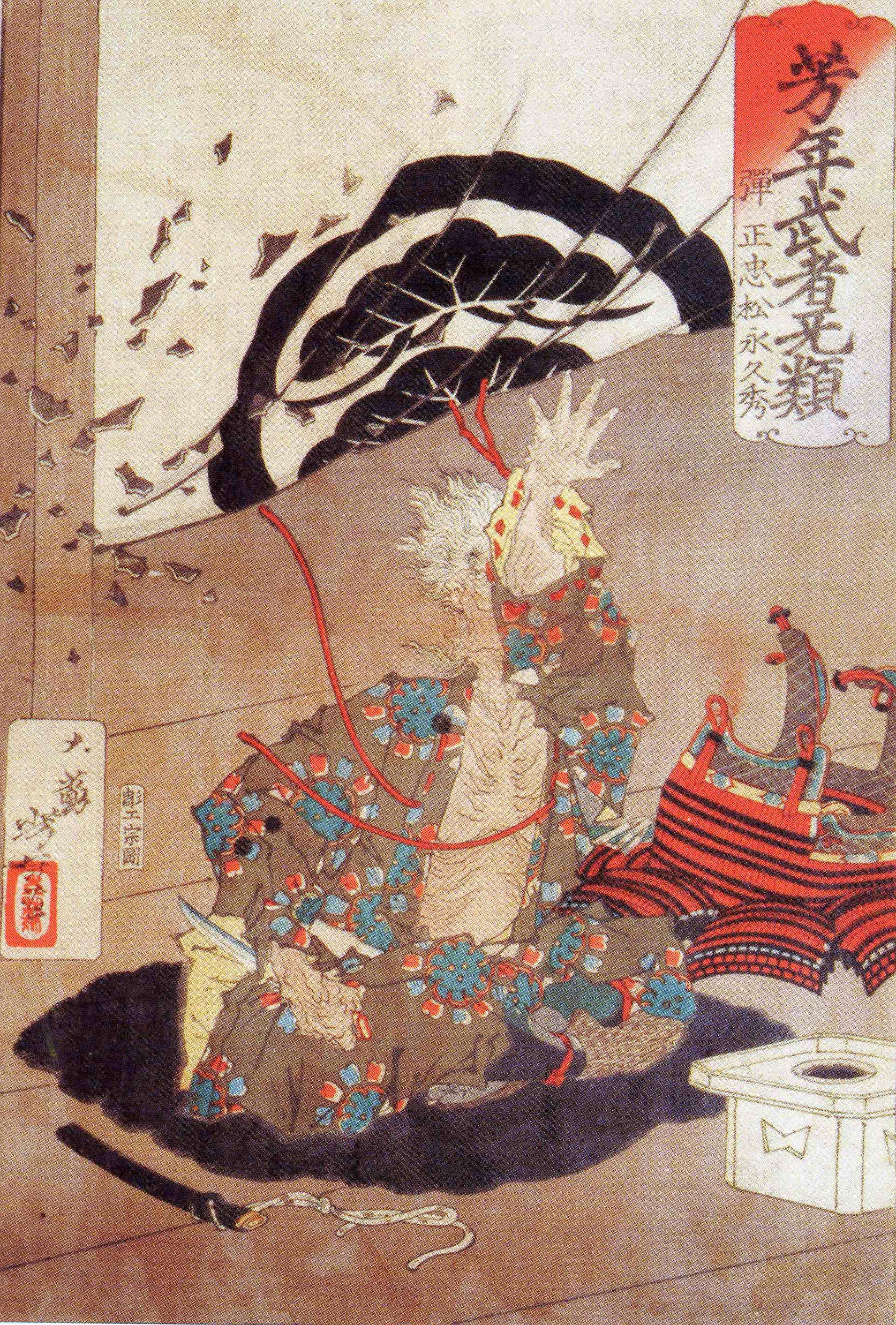
松永久秀画像

上述の通り安見右近による築城が有力ではあるが、鷹山弘頼が交野城の前身となる居館を構えていた可能性や、安見宗房や息子野尻宗泰が私部を押さえていた時期に築城した可能性もあるとされる。
当時の交野は京都、奈良、摂津を繋げる交通の要衝であり、河内においても重要な場所であった。
永禄4年（1561年）1月に現在の交野市星田に居を構えていた安見右近は、永禄8年（1565年）12月以降には松永久秀の配下に入っていたと見られる。
永禄11年（1568年）9月になると織田信長が足利義昭を伴い上洛し、安見右近と松永久秀は義昭に帰参。交野城はこれ以前に松永方の城として築城されたとも、織田信長の上洛後に信長の権力を背景に築かれたとも考えられている。

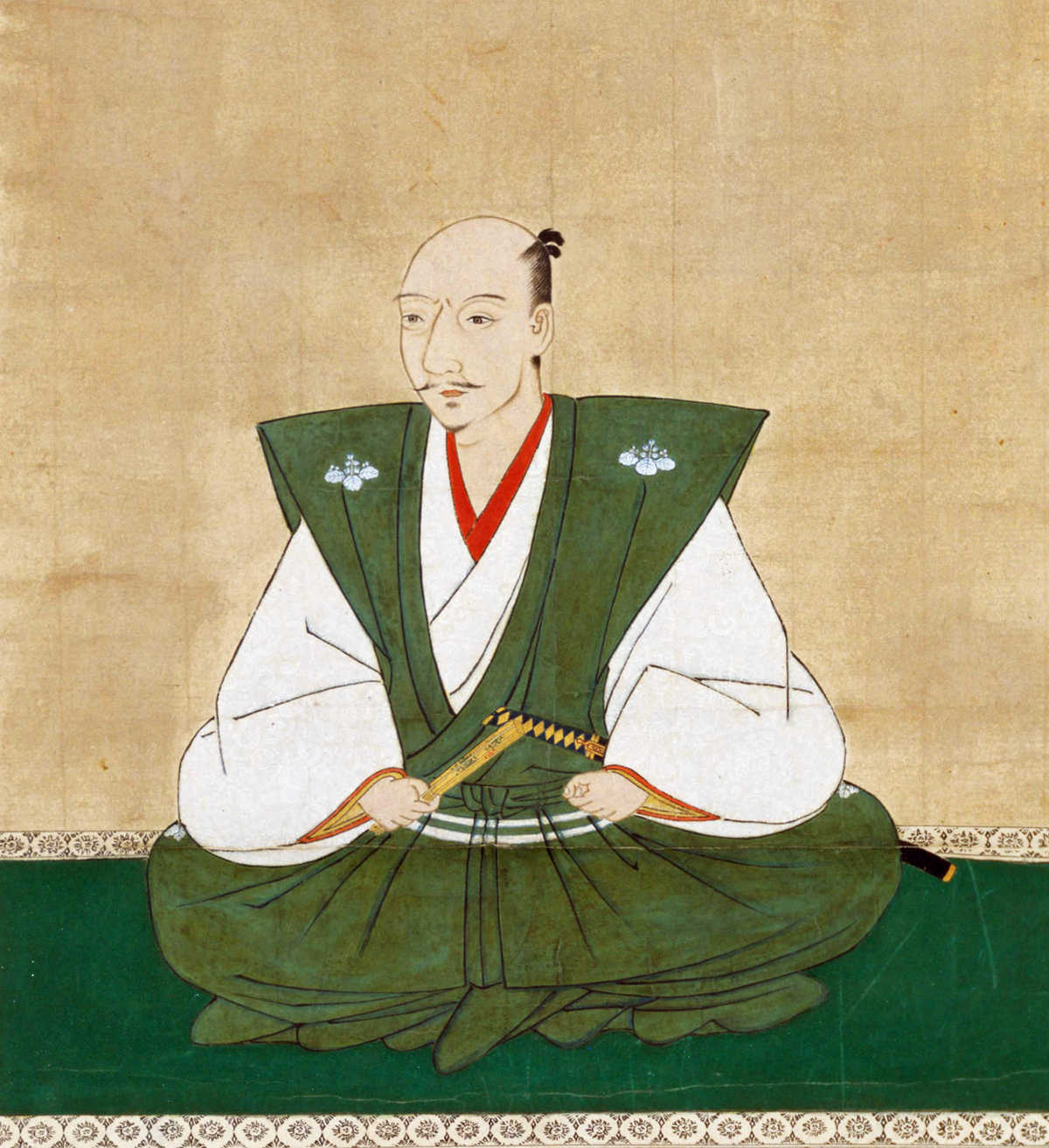
織田信長画像

元亀元年（1570年）には三好三人衆への備えとして「高屋に畠山殿、若江に三好左京大夫、片野に安見右近、伊丹、塩河・茨木・高槻、何れも城々堅固に相拘へ」とあり（『信長公記』）、交野城の安見右近は畠山秋高・三好義継の両守護に並ぶ扱いを受けている。
しかしその翌年、安見右近は松永久秀によって奈良市中の「西新屋小屋」に呼び出され自刃した。自刃後すぐに、松永久秀・久通父子は交野城を攻めるが、これを持ちこたえている（『多聞院日記』）。
翌元亀3年（1572年）にも松永久秀は交野城を攻撃するが、織田信長配下の柴田勝家、佐久間信盛らが城の救援に駆けつけ、これを退けている。
この時、交野城を守っていたのが、安見右近の一族と見られる安見新七郎である。天正6年（1578年）、堺に停泊していた鉄甲船を見物した織田信長は、京都に帰る途中の10月1日に「安見新七郎の居所で休息した」と『信長公記』にある。しかし、これが交野城を指しているのかどうかは確証を得ない。
信長が三好康長を降伏させて河内国を平定し、「高屋城を初め、河内国中の城を悉く破却した」（『信長公記』）とされるのは天正3年（1575年）である。この時に同時に廃されたのであれば、上記の新七郎居所は別の場所ということになり、廃されていなければ上記の居所こそが交野城を指していると思われる。
安見新七郎は天正9年（1581年）の馬揃に河内の「取次者」として招集されており、交野城が存続していたかどうかは不明だが、織田末期まで北河内の抑えとしての役割を担っていたものと考えられる。
また、天正元年（1573年）に筒井順慶によって攻め落とされたという伝承があるが、これは偽文書とされる椿井文書に由来するものであり、鵜呑みにはできない。
交野市では国の史跡指定認可に向けて調査を実施している。2020年（令和2年）1月29日に交野市指定史跡として、二郭と本郭の一部を指定。

## 城郭

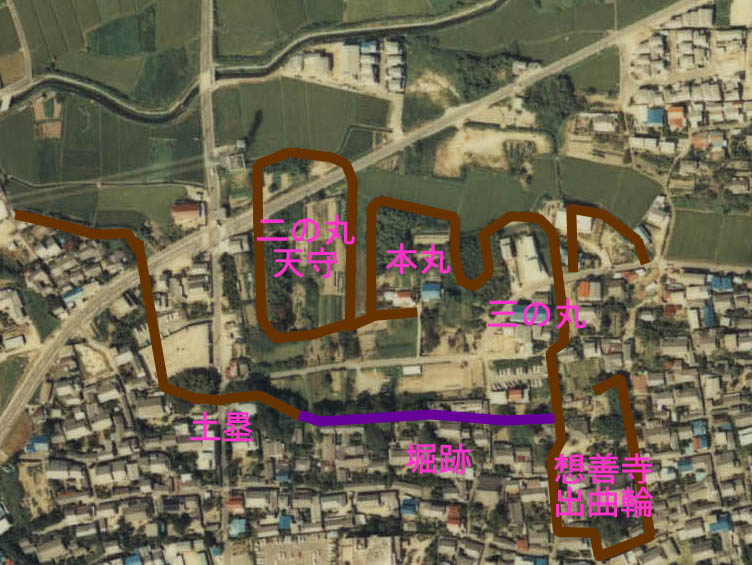
交野城の城郭部分/昭和54年度のカラー空中写真

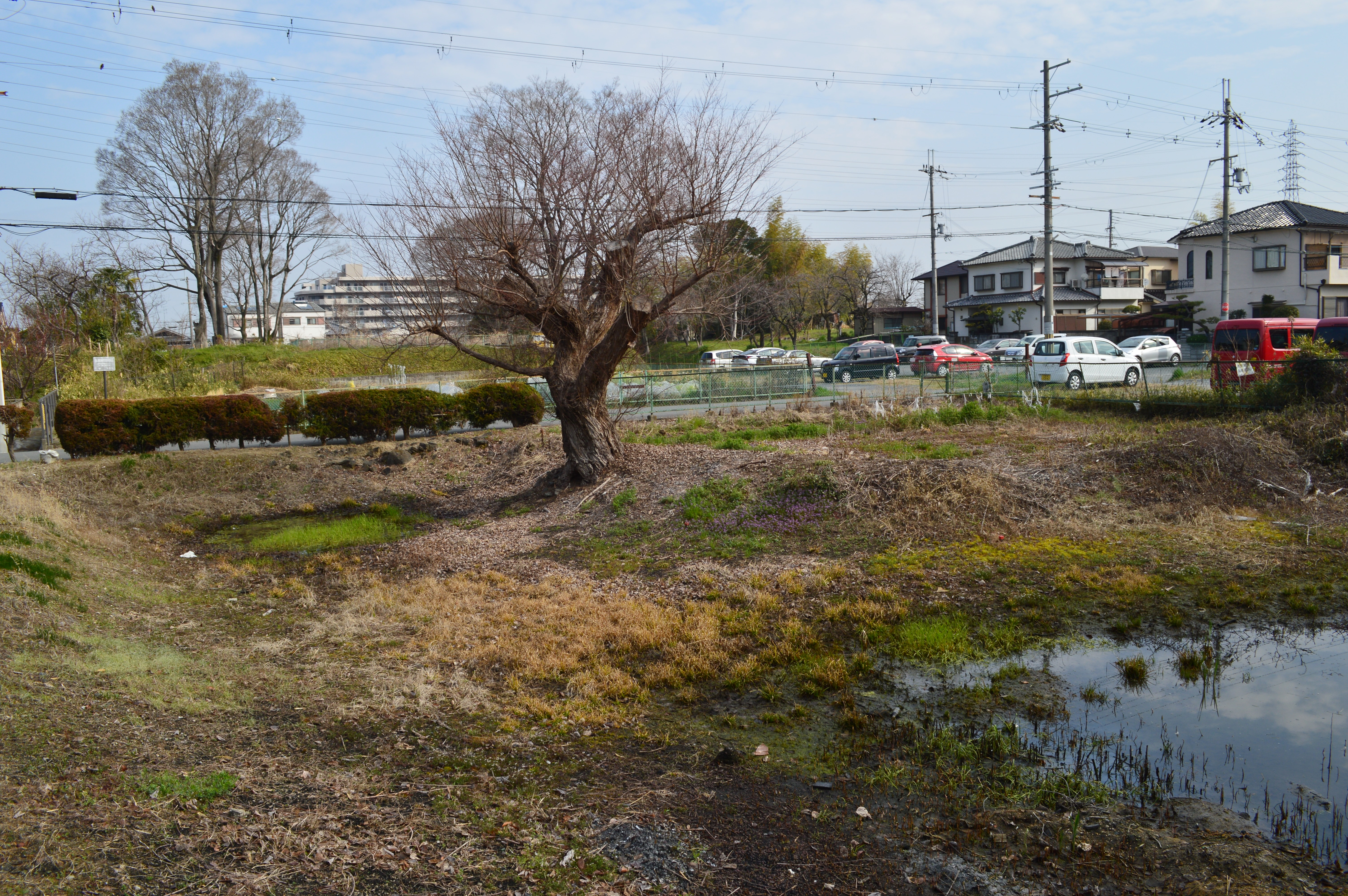
本丸池から左奥に二郭、右奥に本郭を望む

現在城跡は1 - 3m高くなっている本郭、二郭、三郭と呼ばれる曲輪と、光通寺が出曲輪だったと思われる部分が確認できる。それ以外に昭和後期までに東側に1か所、北側に3か所の曲輪があったが、現在は宅地化され破壊されてしまったようである。
本郭
3つある主曲輪のうち、中央の曲輪跡は字「城」と呼ばれており、東西約50m×南北約60mの方形で、北側の半分が1段高くなり、北端の段高は5mを有している。位置的に見て本郭だったと推定される。
二郭
本郭からみて西側に二郭がある。ここは字「天守」と呼ばれており、東西約25m×南北約100mの長方形で、北側は幅10mの道路で分断されているが、当初は繋がっていたと考えられる。西側には土塁跡があったと思われ、東南部には交野城の井戸跡と考えられる野井戸があったようである。
三郭
本郭からみて東側、10mの空堀が間をあけて三郭がある。東西約30m×南北約60mであるが、南側が宅地化されており、当初の姿を判断するのは難しいと思われている。
またこれ以外にも、光通寺の位置する地に堀がめぐらせられ、出丸、出曲輪の備えがあったと推察されている。
この主曲輪から北側には免除川が流れており、おそらく外堀の役割を果たしていたと思われ、交野城の北限と考えられている。主曲輪と免除川の間にはいくつかの曲輪があったと推定されているが、これらは屋敷跡ではないかと思われている。また南側には水堀跡の名残と思われる池が3か所があったようであるが、今は埋め立てられている。第6次発掘調査によると、この本郭部分からこの池と呼ばれる北端まで約75mもあり、城に付随する堀としては間隔が広いことから、2重の堀があるのではないかと推察され調査したが、堀状の落ち込みは認められず、この調査では2重の堀は発見できなかった。交野郵便局の道路を隔てた場所に土塁が数m現在も残っている。

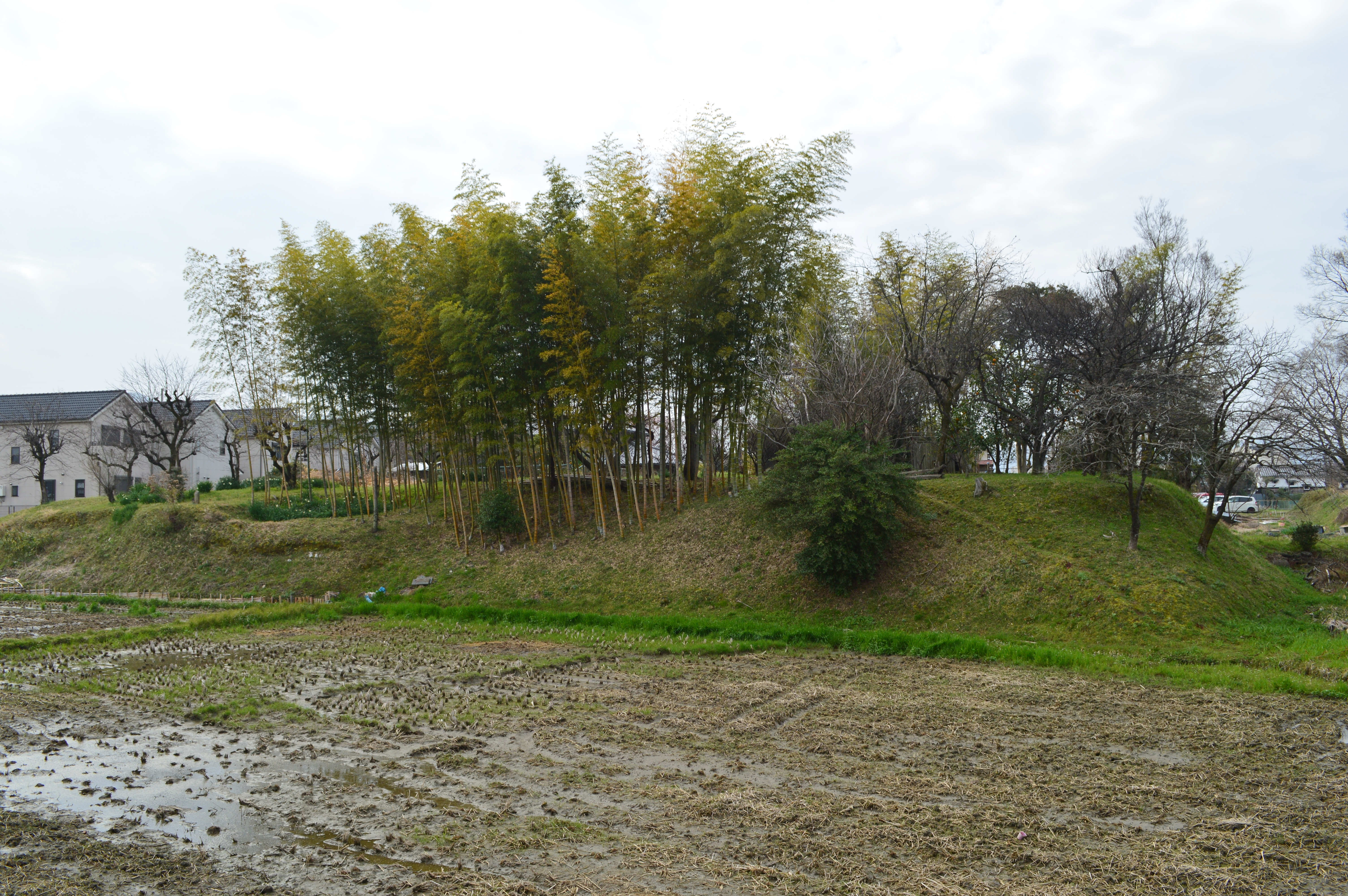
本郭
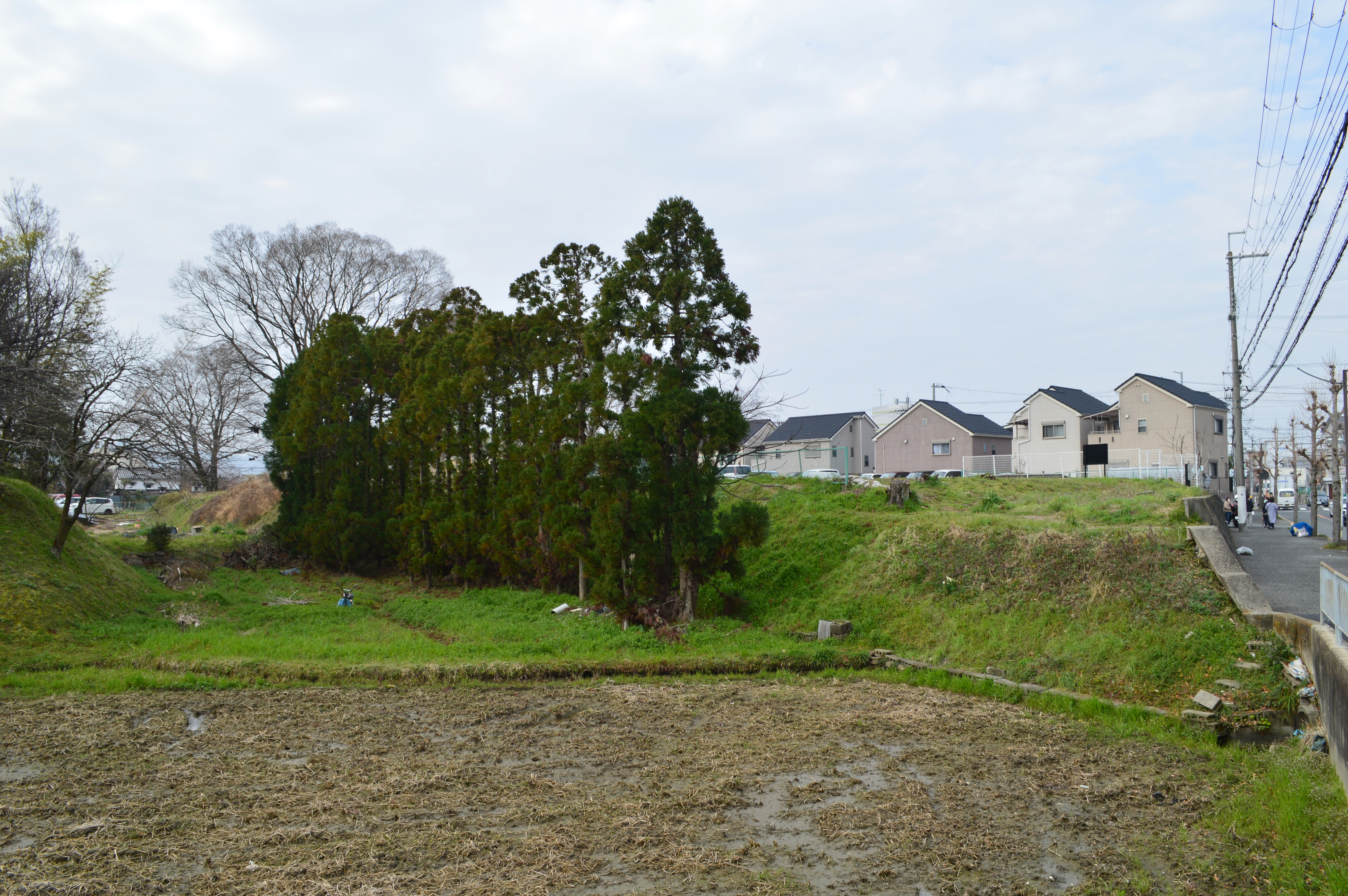
二郭
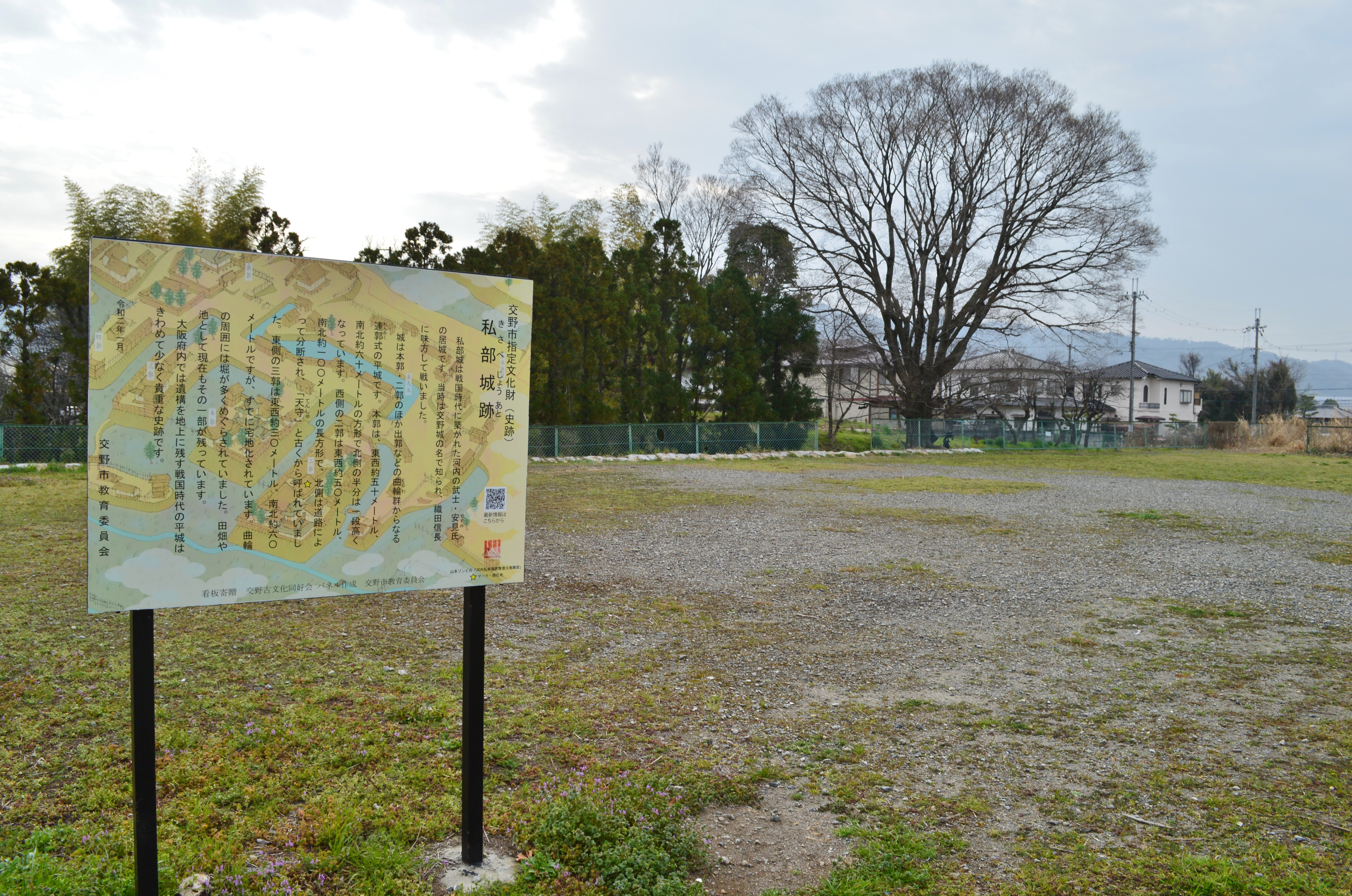
二郭上面
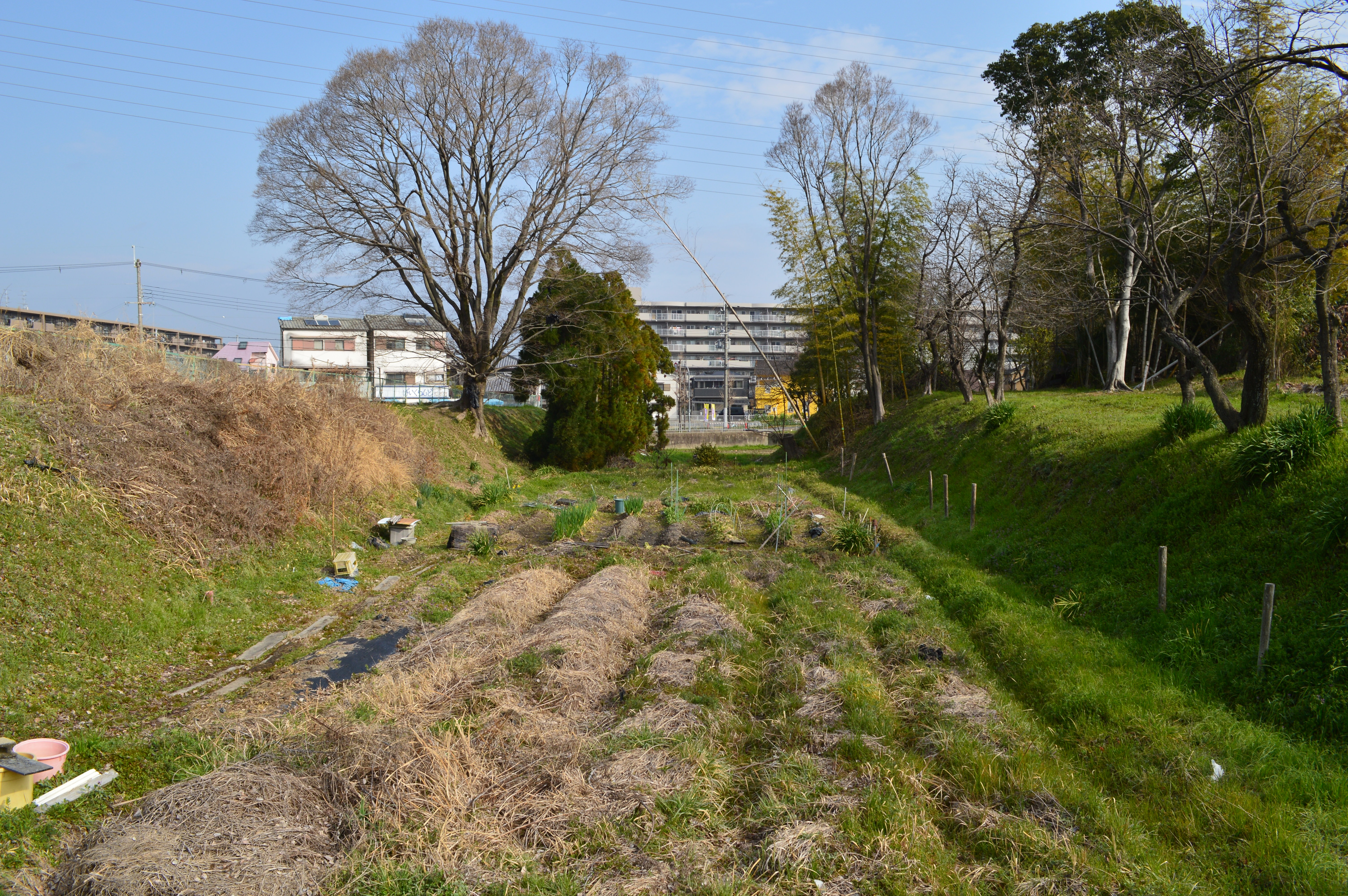
本郭・二郭間堀
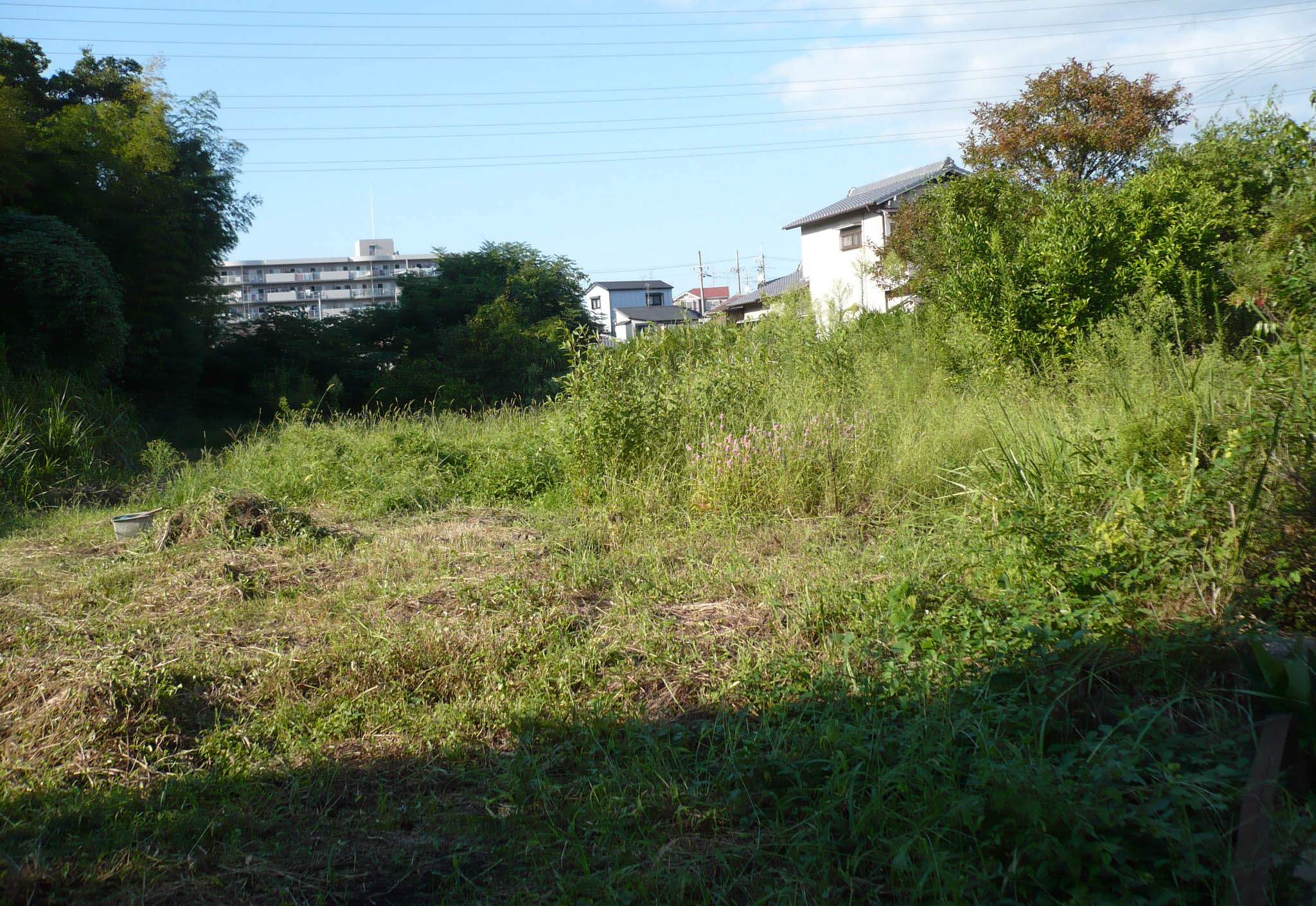
三郭

### 遺構
縄張り推定図（現行地図に合成）と「私部城跡」案内板が城址に設置。「私部城想像復元鳥瞰図」が交野市役所で不定期に公開される場合がある。
- 曲輪、堀、井戸[30]

### 発掘調査
交野市教育委員会では周辺の開発に伴い幾度かの発掘調査を実施している。
| 発掘調査      | 和暦     | 西暦   | 発掘調査目的                       | 発掘物                           |
| ------------- | -------- | ------ | ---------------------------------- | -------------------------------- |
| 第1次発掘調査 | 昭和40年 | 1965年 | 道路建設工事に伴う調査             | 焼けた礎石、布目瓦、土器片出土   |
| 第2次発掘調査 | 昭和44年 | 1969年 | 水道管、配水管敷設工事に伴う調査   | 弥生時代中期の石包丁、土器片出土 |
| 第3次発掘調査 | 昭和52年 | 1977年 | 大阪市水道建設工事に伴う調査       |                                  |
| 第4次発掘調査 | 昭和61年 | 1986年 | 交野郵便局の建て替え工事に伴う調査 | 遺構、遺物は発見されず           |
| 第5次発掘調査 | 平成2年  | 1990年 | 本郭南接地を調査                   | 遺構、遺物は発見されず           |
| 第6次発掘調査 | 平成7年  | 1995年 | 本郭中央部分の調査                 | 瓦、土師皿、銅銭、石器などが出土 |

第2次発掘調査で弥生時代の遺物が三郭で発見されていることから、『交野市史 考古編』ではこの場所に弥生時代の環濠集落があった可能性が指摘されており、交野城も複合遺跡の可能性がある。また『私部城跡』によると第6次発掘調査で数多くの遺物が発見されたが、これらの出土した層が客土されて現在の交野城の地形が作られた時期がいつなのかは具体的に特定するには至らなかった。第1次、第3次、第6次調査では焼土層が確認され、具体的な時期は特定できていないが、火災が発生したことなどが考えられている。

## 交通アクセス
- 鉄道
  - 京阪電気鉄道　京阪交野線　交野市駅　→　徒歩約10分
- 乗用車
  - 第二京阪道路　枚方東IC　→　国道307号　→　府道736号
  - 交野市役所周辺にコインパーキング有り

## 周辺の城
1里（約4㎞）の範囲に高槻城や枚方城が存在した。